# Blackwater River (Mackenzie River)
Der Blackwater River (englisch für „Schwarzwasser-Fluss“) ist ein rechter Nebenfluss des Mackenzie River in den Nordwest-Territorien Kanadas.
Der Blackwater River entspringt südlich von Fish Lake und Tseepantee Lake. Er fließt von dort nach Norden zum Blackwater Lake, den er in westlicher Richtung durchfließt. Er durchbricht anschließend die Franklin Mountains und setzt seinen Lauf nach Westen fort und mündet schließlich etwa 60 km nördlich von Wrigley in den Mackenzie River. Der Blackwater River hat eine Länge von ca. 250 km.